# Lana Derkač
Lana Derkač (Požega, 1969.) je hrvatska književnica. Piše pjesme, pripovijetke, kratke priče i eseje.
Sudjelovala je na hrvatskoj pjesničkoj manifestaciji Croatia rediviva: Ča, Kaj, Što – baštinski dani i Jadranski književni susreti.
Djela su joj prevedena na španjolski (Željka Lovrenčić) i engleski (Graham McMaster, Damir Šodan, Volga Vukelja Dawe), talijanski (Vanesa Begić), francuski (Tomislav Dretar, Gerard Adam, Evaine Le Calve-Ivičević), mađarski (Istvan Beszedes).

## Djela
- Usputna raspela, 1995.
- Utočište lučonoša, 1996.
- Eva iz poštanskog sandučića, 1997.
- Škrabica za sjene, 1999.
- Rezignacija, 2000.
- Osluškivanje anđela, priče, 2003.
- Šuma nam šalje stablo e-mailom, 2004.
- Atlas ljubavi, 2005.
- Eva iz poštanskog sandučića, 2005.
- Striptiz šutnje, 2006.
- Tko je postrojio nebodere, 2006.
- Zastava od prašine, 2009.
- Šah sa snijegom, 2011.
- Doručak za moljce, 2012.

Objavljivala je u Književnoj reviji, Zoru, Plimi, Libri, Forumu, Osvitu, Republici, Kolu, Mostu, Dubrovniku, Klasju naših ravni, Riječima, Poeziji, Hrvatskoj reviji, Temi i dr.

## Antologije i zbornici
(izbor)
- Artistancije: zbirka poezije požeških pjesnika (ur. Dražen Muljević), 2002.
- Osjećam melankoliju: Recital "Srebrna cesta", Varaždin 2002. (ur. Denis Peričić)
- Književni susreti zavičajnika: zbornik 8. dana Josipa i Ivana Kozarca 2002., (ur. Branko Hećimović, Martin Grgurovac), 2003.
- Jučer bih umro za te, a danas jer te nema. 2004. (prir. i ur. Mladen Pavković)
- A melankolia kronikaja: posztmodern horvat koltok antologiaja, (ur. Goran Rem), 2003.
- Pjesnička polja, (prir. Miroslav Mađer), 2005.
- Krist u hrvatskom pjesništvu: od Jurja Šižgorića do naših dana: antologija duhovne poezije (izbor i prir. Vladimir Lončarević), 2007.
- Odjeci đulabija: antologija hrvatske ljubavne poezije, (ur. Ludwig Bauer, Lidija Dujić), 2009.
- Hvaljen budi, Gospodine moj: sveti Franjo u hrvatskom pjesništvu (prir. Vladimir Lončarević, Božidar Petrač, Nevenka Videk, 2009.
- U nebo i u niks: antologija hrvatskoga pjesništva 1989. – 2009. (prir. Ervin Jahić), 2009.
- Kruh i vino: zbornik suvremene hrvatske duhovne poezije, (prir. Josip Sanko Rabar), 2009.
- K Bogu, koji razveseljuje: 1. susret hrvatskog duhovnoga književnoga stvaralaštva "Stjepan Kranjčić", Glas Koncila, 2009. (ur. Vladimir Lončarević)
- Subića: hrvatski pjesnici o životinjama (Ana Horvat), 2010.
- Stablopis: hrvatski pjesnici o stablu i šumi (izbor Ana Horvat), 2011.
- Moja antologija hrvatske ljubavne poezije 69: od A. G. Matoša do I. S. Bodrožić (izbor Branislav Glumac), 2011.
- Antologija Jadranskih književnih susreta: Crikvenica, 2002. – 2011. (ur. Ljerka Car Matutinović), 2012.
- Antologija 20 Galovićevih jeseni: 1994. – 2013., (ur. Emerika Bijač), 2013.
- Poétes de Croatie, 2013.

## Nagrade i priznanja
- Pjesnički susreti u Drenovcima, nagrada Duhovno hrašće 2000.